# Jack Flag
Jack Flag est un super-héros appartenant à l’univers de Marvel Comics. Il est apparu pour la première fois dans Captain America #434, en 1994.

## Origines
Admirateurs de Captain America, Jack Harrison et son frère Drake étaient deux jeunes hommes membres d'une milice de quartier de leur ville, Sandhaven, en Arizona. Drake fut un jour attaqué par des voyous et resta paralysé des jambes.
Les frères découvrirent que la Société du serpent avait une base dans leur ville et que le bureau du maire était corrompu. Souhaitant combattre les criminels, Jack se lança dans un programme d'entraînement physique, et prit l'identité du justicier Jack Flag.
Durant une attaque de banque, Jack stoppa le Python des roches et Fer-de-Lance.
Plus tard, il s'infiltra au sein de la Société mais King Cobra ne lui fit pas complètement confiance. Il l'envoya voler un tableau chez Mister Hyde, qui le battit sévèrement. Pendant la lutte, Jack absorba des produits chimiques et sa force s'accrut, lui permettant de repartir avec l'œuvre d'art. Il reçut ensuite l'aide de Captain America pour vaincre la Société.
Quand le Superhuman Registration Act fut voté, Jack Flag s'y opposa. Les Thunderbolts le prirent en chasse et le Tireur lui transperça la colonne vertébrale, le laissant hémiplégique.
Jack Flag fut incarcéré dans la Prison 42 de la Zone Négative, jusqu'à ce que Blastaar n'assaille l'endroit. Il fut sauvé par les Gardiens de la Galaxie et l’équipe médical de Knowhere lui rendit l'usage de ses jambes. Il resta ensuite avec l'équipe.

## Pouvoirs
- Jack Flag possède un degré de force surhumaine.